# Castell de Fischbach
El Castell de Fischbach és una de les principals residències de la Família gran ducal de Luxemburg. Està situat prop del poble homònim a la regió central del Gran Ducat.
Sense cap mena de dubte la llarga i dil·latada història del Castell de Fischbach el converteixen en el principal castell del petit gran ducat centreeuropeu de Luxemburg. La propietat de Fischbach pertanyia històricament a l'Abadia d'Echternach, una de la institucions més riques de Luxemburg durant segles. Els primers documents que es refereixen al Castell daten de l'any 1050, la qual cosa permet traçar una història gairebé mil·lenària.
El Castell ha patit llargues, profundes, i pràcticament totals, renovacions al llarg de la seva història, essent especialment destacable la renovació portada a terme després de la Guerra dels Trenta Anys, en el marc de la qual el castell fou destruït l'any 1635.
Durant la primera meitat del segle xix, el castell fou propietat d'un industrial metal·lúrgic d'origen belga, Auguste Garnier. Garnier feu adquirir al Castell i a la propietat de Fischbach un aire clarament industrial. Fischbach es convertí en un dels exponents de la primera industrialització a Luxemburg.
L'any 1850, el rei Guillem II dels Països Baixos adquirí la propietat de Fischbach per tal d'assegurar-se un ple control del gran ducat després de la revolta de 1830 que havia donat la independència de la veïna Bèlgica. Ràpidament Guillem retornà a Fischbach el seu ambient anterior a l'època de Garnier.
El 1884, el Castell de Fischbach fou adquirit pel príncep Adolf de Nassau que, a conseqüència de la falta de descedència masculina del rei Guillem III dels Països Baixos, i pel que a Luxemburg imperés la llei sàlica, es convertí en hereu del Gran ducat.
Durant l'ocupació nacionalsocialista, el Castell de Fischbach esdevingué una residència de descans d'artistes alemanys anomenada Künstlerheim Fischbach. Tot i aquest fet, Fischbach no pogué evitar diversos espolis del seu ric patrimoni artísticohistòric, aquests espolis també afectaren altres palaus reials de Luxemburg. Malgrat tot, l'any 1945, amb l'alliberament del Gran ducat, el Castell de Fischbach es convertí en l'única residència gran ducal habitable esdevenint d'aquesta forma la residència de la gran duquessa Carlota I de Luxemburg.
Degut a la inhabitabilitat dels altres palaus luxemburguesos, la família gran ducal es traslladà a viure al Castell de Fischbach. La comunió que es produí entre la família gran ducal i el palau fou tal que, inclús després de la restauració dels altres palaus, la gran duquessa decidí establir-se de forma indefinida a Fischbach.
Després de l'abdicació de la gran duquessa Carlota I de Luxemburg, el Castell de Fischbach fou habitat fins a la seva mort per la gran duquessa que es produí l'any 1985. L'any 1985 s'hi traslladaren a viure els gran ducs hereus, Enric I de Luxemburg i la seva muller, Maria Teresa Mestre que hi visqueren fins a l'any 2000, quan ascendiren al tron gran ducal.
Des de l'any 2000 el Castell fou habitat pel gran duc Joan I de Luxemburg i la seva muller, la princesa Josepa Carlota de Bèlgica. La gran duquessa hi trobà la mort l'any 2005 després de molts anys de patir un càncer de pulmó.